# Dinamikus egyensúly

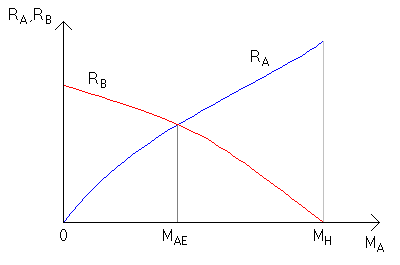
Egyensúlyi állapot kialakulása. M_{A} Az A anyag tömege, R pedig az A illetve a B anyag átalakulásának sebessége

Dinamikus egyensúlynak nevezzük azt az állapotot, amelyben valamely megfordítható folyamat oda- és visszaalakulási sebessége megegyezik. Ekkor makroszkopikusan szemlélve a rendszert sem kvalitatív, sem kvantitatív változást nem tapasztalunk, miközben mikroszkopikusan az ellentétes irányú elemi folyamatok szüntelenül végbemennek. A dinamikus egyensúly ideális állapotnak tekinthető, hiszen a természetben az apró, perturbáló hatásoknak köszönhetően tulajdonképpen semmilyen dinamikus rendszer sem lehet makroszkopikusan nyugalomban.

## Bővebben
A kémiai reakciók lehetnek irreverzibilisek (nem megfordíthatóak) és reverzibilisek (megfordíthatóak), például: {\displaystyle {\ce {H2_{(g)}{}+ I2_{(g)}<=> 2HI_{(g)}}}}.
Mivel az ellentétes irányú reakciók sebessége egyenlő, ezért {\displaystyle v_{1}=v_{-1}}.
{\displaystyle v_{1}=k_{1}\cdot [{\text{H}}_{2}]\cdot [{\text{I}}_{2}]},
ahol a {\displaystyle k_{1}} a reakciósebességi állandó.
{\displaystyle v_{-1}=k_{-1}\cdot [{\text{HI}}]\cdot [{\text{HI}}]=k_{-1}\cdot [{\text{HI}}]^{2}}
Tehát időegység alatt ugyanannyi termék képződik, mint amennyi visszaalakul.
{\displaystyle k_{1}\cdot [{\text{H}}_{2}]\cdot [{\text{I}}_{2}]=k_{-1}\cdot [{\text{HI}}]^{2}}
{\displaystyle {\frac {k_{1}}{k_{-1}}}={\frac {[{\text{HI}}]^{2}}{[{\text{H}}_{2}]\cdot [{\text{I}}_{2}]}}}
Két állandó hányadosa is állandó, ezért az egyensúlyi állandó {\displaystyle K={\frac {[{\text{HI}}]^{2}}{[{\text{H}}_{2}]\cdot [{\text{I}}_{2}]}}}.
Az egyensúlyi állandó egyenlő a termékek megfelelő hatványon vett egyensúlyi koncentrációinak szorzata és a kiindulási anyagok egyensúlyi koncentrációinak megfelelő hatványon vett szorzatának hányadosával.

## Az egyensúlyi állandó kiszámítása
Az A + 2B ⇌ C reakcióegyenletben, ha 3-3 mol/dm³ koncentrációjú A és B anyagból kiindulva az A anyag 10%-a alakul át, akkor az egyensúlyi állandó kiszámításának a módja:
|    | A   | + | 2B  | ⇌ | C   |
| K: | 3   |   | 3   |   | −   |
| R: | 0,3 |   | 0,6 |   | 0,3 |
| E: | 2,7 |   | 2,4 |   | 0,3 |

ahol 
- K: a kezdeti (kiindulási) koncentráció (mol/dm³-ben);
- R: a reakcióban részt vevő és keletkező anyagok koncentrációja;
- E: az egyensúlyi koncentráció.

Az egyensúlyi állandó így:
{\displaystyle K={\frac {[{\text{C}}]}{[{\text{A}}]\cdot [{\text{B}}]^{2}}}={\frac {0,3}{2,7\cdot 2,4^{2}}}=0,0193}

## Lásd még
- Egyensúlyi reakciók